# 曙光街道 (大兴安岭地区)
曙光街道是中华人民共和国黑龙江省大兴安岭地区加格达奇区下辖的一个街道办事处。

## 行政区划
曙光街道下辖以下村级行政区划单位：
营林社区、康庄社区和光华路社区。